# Qatsrin
Qatsrin (en hebreu: קצרין) és un assentament israelià dels Alts del Golan. És el centre administratiu i el municipi més gran de la regió. Està situada prop de Quneitra (a Síria) i Majdal Xams (a Israel), pobles habitats per ciutadans drusos. Les ciutats més properes són Tiberíades i Safed.
El poble ofereix vistes panoràmiques del paisatge del Golan. Al sud hi ha la mar de Galilea, al nord la muntanya Hermon, i a l'oest els pujols de Galilea Oriental. Fa 2.000 anys que es va crear el poble talmúdic de Qisrin, que va ser totalment destruït en un terratrèmol. El poble nou es va fundar en 1977 després que el govern israelià decidís que la colonització jueva dels Alts de Golan era una fita important. En l'any 1981, Israel va annexar oficialment el Golan, incloent Qatsrin.
Actualment (2006) més de 6.600 persones viuen a Qatsrin, gairebé tots son jueus i una tercera part aproximadament són immigrants de l'antiga Unió Soviètica. Algunes famílies jueves sud-americanes han fet aliyyà en els darrers 3 anys i han fet de Qatsrinla seva nova llar. És un centre de turisme gràcies al seu fresc clima i aire net tot l'any i a més proveeix la majoria de les serveis del Golan, no només quant a serveis a l'agricultura local, sinó a més posseeix centres culturals, educatius i acadèmics, com l'escola secundària Nofé Golan, l'escola primària religiosa Darhé Noam, el Katzrin Academic Center (amb convenis amb la Universitat de Haifa), el Museu d'Antiguitats del Golan i les ruïnes de Qisrin, incloent les restes d'una sinagoga.
A Qatsrin hi ha una embotelladora d'aigua mineral Eden i un celler vinícola caixer. També existeixen plantes de la indústria lleugera com la planta de plàstics Benda, la planta de processament de productes làctics Ramat ha-Golan i l'empresa Night Light, que fabrica lents de contacte i instruments de visió nocturna. També compta amb cinc sinagogues i una oficina del Centre d'Absorció.
El creixement de Qatsrin s'ha planificat de tal manera que arribi a tenir uns 25.000 habitants. Un detall interessant és que si bé la seu del Consell Regional del Golan està situada a Qatsrin, el poble pròpiament dit no forma part de la seva jurisdicció, ja que és una municipalitat separada.